# Johann Christian Günther

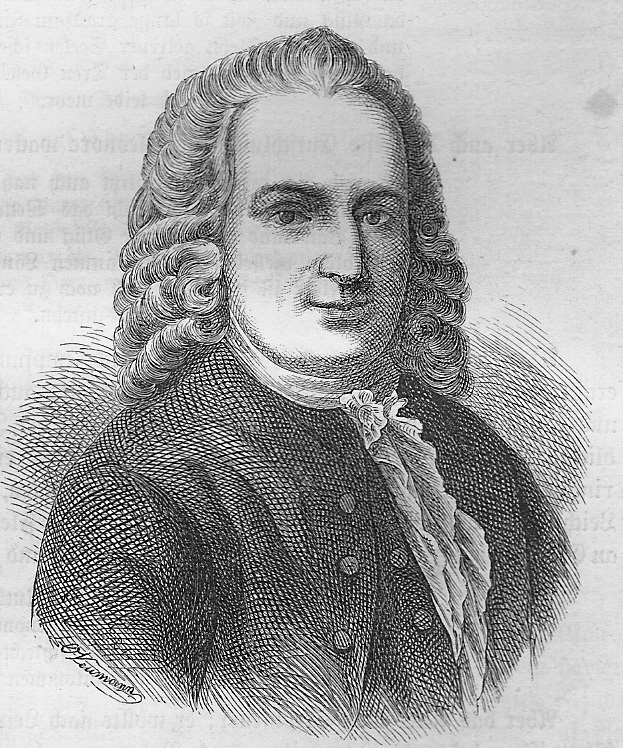
Johann Christian Günther.

Johann Christian Günther, född 8 april 1695 i Schlesien, död 15 mars 1723, var en tysk författare.
Günter studerade bland annat vid universitetet i Leipzig, där hans hälsa snabbt bröts av ett vilt bohemliv. Bäst är hans dryckes- och kärlekspoesi, kännetecknad av livlig fantasi och lidelsefull ton. Goethe kallade honom i Dichtung und Wahrheit en diktare i ordets fulla bemärkelse. Hans samlade dikter utkom 1724 och följdes av flera tillökade upplagor.